# Терещенко Олег Іванович
Олег Іванович Терещенко (нар. 13 січня 1972, Дніпропетровськ, УРСР) — радянський, український та російський футболіст, захисник та півзахисник. Майстер спорту СРСР (1991).

## Кар'єра гравця
Олег Іванович Терещенко народився 13 січня 1972 року в місті Дніпропетровськ. Вихованець футбольної школи «Дніпро-75».
Першим клубом став павлоградський «Шахтар», за який він зіграв лише два матчі. Незабаром привернув до себе увагу київського СКА, куди перейшов у 1990 році. У 1991 провів 40 матчів за команду, відзначився 3-а голами. Він в першому ж своєму матчі відзначився переможним голом на 78-й хвилині з кутового, матч закінчився з рахунком 1:0.
З 1992 року — у складі ЦСК ЗСУ, клубі 2-ї ліги української першості. Зіграв 57 матчів, відзначився одним голом (13.05.1993 в матчі проти команди «Галичина» Дрогобич. Це був його єдиний м'яч за цю команду).
У 1993 нетривалий час грав за «Текстильник» (Камишин), де взяв участь лише в 1 офіційній грі — в гостьовому поєдинку проти сочинської «Жемчужини», програної з рахунком 1:3. Незабаром перейшов у клуб «Зірка-Русь», зіграв 9 матчів і не відзначився жодним голом, де й завершив сезон 1993 року.
У 1994 перейшов у клуб 1-ї ліги «Уралан», де досить швидко став основним захисником. Грав під номером 2. Зіграв 189 матчів і відзначився 18 голами. У 3 аоєдинку відзначився дебютним голом, який було визнано найкрасивішим голом туру. Визнавався найкращим захисником місяця. В «Уралані» грав 6 років. Олег дуже добре вів боротьбу на 2-у поверсі. Рекордсмен ФК «Уралану» за кількістю зіграних матчів у чемпіонатах Росії. Нагороджений державною нагородою «Почесний громадянин Республіки Калмикія» за заслуги перед клубом.
Потім виступав за «Сокіл», за який зіграв 17 матчів і відзначився 2-а голами. Дебютним голом відзначився у поєдинку з «Локомотивом», виграному з рахунком 6:2. У «Факелі» зіграв 17 матчів і відзначився 2 голами. Потім перейшов у «Волгар-Газпром», там зіграв 13 матчів і перейшов у «Видне». А потім виступав «Спартак» (Щолково).
Завершив футбольну кар'єру через травму коліна.

## Особисте життя
Одружений, виховує трьох дітей.

## Досягнення
- Чемпіонат збройних сил СРСР
  -  Чемпіон (1): 1991

- Перший дивізіон Росії
  -  Чемпіон (2): 1997, 2000